# Pınarbaşı, Akseki
Pınarbaşı là một xã thuộc huyện Akseki, tỉnh Antalya, Thổ Nhĩ Kỳ. Dân số thời điểm năm 2011 là 149 người.